# Aston Villa FC in het seizoen 2004/05
Dit artikel beschrijft de prestaties van voetbalclub Aston Villa FC in het seizoen 2004/2005. Dit seizoen werd de club tiende in de Premier League. De club beleefde een uiterst moeizame periode rond de jaarwisseling, met vijf nederlagen en een gelijkspel. De Deense centrale verdediger Martin Laursen werd door trainer David O'Leary weggehaald bij UEFA Champions League-winnaars AC Milan, maar Laursen was niet meteen een basisspeler. Dat zou hij pas later worden. Laursen speelde vijf seizoenen voor de club. Voorts tekenden aanvoerder Olof Mellberg, Gareth Barry en Lee Hendrie nog steeds present als de as van het elftal. Juan Pablo Ángel nam het rugnummer 9 over van de naar Leicester City vertrokken Dion Dublin. Na een tegenvallend eerste seizoen nam spelmaker Nolberto Solano de club op sleeptouw met onder meer acht doelpunten. Dit seizoen mocht jeugdproduct Steven Davis van O'Leary zijn debuut maken. Davis speelde meer dan 300 wedstrijden in de Premier League.

## Spelerskern
Spelers wier rugnummer is doorstreept verlieten de club tijdens het seizoen;
| Rugnummer     | Naam                | Nationaliteit      | Geboortedatum | Bij de club sinds | Vorige club                       |
| ------------- | ------------------- | ------------------ | ------------- | ----------------- | --------------------------------- |
| Keepers       |                     |                    |               |                   |                                   |
| 1             | Thomas Sørensen     | Denemarken         | 12-06-1976    | 2003              | Sunderland                        |
| 13            | Stefan Postma       | Nederland          | 10-06-1976    | 2002              | De Graafschap                     |
| Verdedigers   |                     |                    |               |                   |                                   |
| 2             | Mark Delaney        | Wales              | 13-05-1976    | 1999              | Cardiff City                      |
| 3             | Jlloyd Samuel       | Trinidad en Tobago | 29-03-1981    | 1999              | Charlton Athletic                 |
| 4             | Olof Mellberg       | Zweden             | 03-09-1977    | 2001              | Racing Santander                  |
| 5             | Martin Laursen      | Denemarken         | 26-07-1977    | 2004              | AC Milan                          |
| 15            | Ulises de la Cruz   | Ecuador            | 08-02-1974    | 2002              | Hibernian                         |
| 19            | Liam Ridgewell      | Engeland           | 21-07-1984    | 2002              | eigen jeugd                       |
| 27            | Ronny Johnsen       | Noorwegen          | 10-06-1969    | 2002              | Manchester United                 |
| Middenvelders |                     |                    |               |                   |                                   |
| 6             | Gareth Barry        | Engeland           | 23-02-1981    | 1998              | Brighton & Hove Albion            |
| 7             | Lee Hendrie         | Engeland           | 18-05-1977    | 1994              | eigen jeugd                       |
| 8             | Gavin McCann        | Engeland           | 10-01-1978    | 2003              | Sunderland                        |
| 11            | Nolberto Solano     | Peru               | 12-12-1974    | 2003              | Newcastle United                  |
| 12            | Thomas Hitzlsperger | Duitsland          | 05-04-1982    | 2001              | eigen jeugd                       |
| 14            | Éric Djemba-Djemba  | Kameroen           | 04-05-1981    | 2005              | Manchester United                 |
| 16            | Mathieu Berson      | Frankrijk          | 23-02-1980    | 2004              | Nantes                            |
| 17            | Peter Whittingham   | Engeland           | 08-09-1984    | 2003              | eigen jeugd                       |
| 24            | Steven Davis        | Noord-Ierland      | 01-01-1985    | 2004              | eigen jeugd                       |
| Aanvallers    |                     |                    |               |                   |                                   |
| 9             | Juan Pablo Ángel    | Colombia           | 24-10-1975    | 2001              | CA River Plate                    |
| 10            | Darius Vassell      | Engeland           | 13-06-1980    | 1998              | eigen jeugd                       |
| 14            | Marcus Allbäck      | Zweden             | 05-07-1973    | 2002              | sc Heerenveen                     |
| 18            | Carlton Cole        | Engeland           | 12-10-1983    | gehuurd           | gehuurd van Chelsea               |
| 22            | Luke Moore          | Engeland           | 13-02-1986    | 2003              | eigen jeugd                       |
| 26            | Stefan Moore        | Engeland           | 28-09-1983    | 2001              | eigen jeugd / Chesterfield (huur) |

- = Aanvoerder

| 1. 2. |

### Manager
|         |                      |               |
| Functie | Naam                 | Nationaliteit |
| Coach   | David O'Leary (foto) | Ierland       |

## Resultaten
Een overzicht van de competities waaraan Aston Villa in het seizoen 2004-2005 deelnam.
| Premier League | FA Cup      | League Cup  |
| -------------- | ----------- | ----------- |
|                |             |             |
| 10e            | Derde ronde | Derde ronde |

## Uitrustingen
Shirtsponsor: DWS Group (financiële instelling) 

Sportmerk: Hummel
| Thuis |

| Uit |

## Premier League

### Wedstrijden
| №  | Datum      | Wedstrijd                          | Uitslag | Doelpunten                                  | P  |
| -- | ---------- | ---------------------------------- | ------- | ------------------------------------------- | -- |
| 1  | 14.08.2004 | Aston Villa – Southampton          | 2–0     | 12' Vassell, 34' Cole                       | 3  |
| 2  | 22.08.2004 | West Bromwich Albion – Aston Villa | 1–1     | 4' Mellberg                                 | 4  |
| 3  | 25.08.2004 | Charlton Athletic – Aston Villa    | 3–0     |                                             | 4  |
| 4  | 28.08.2004 | Aston Villa – Newcastle United     | 4–2     | 4' Mellberg, 53' Cole, 71' Barry, 82' Ángel | 7  |
| 5  | 11.09.2004 | Aston Villa – Chelsea              | 0–0     |                                             | 8  |
| 6  | 18.09.2004 | Norwich City – Aston Villa         | 0–0     |                                             | 9  |
| 7  | 25.09.2004 | Aston Villa – Crystal Palace       | 1–1     | 36' Hendrie                                 | 10 |
| 8  | 02.10.2004 | Blackburn Rovers – Aston Villa     | 2–2     | 25' Ángel, 80' Mellberg                     | 11 |
| 9  | 16.10.2004 | Arsenal – Aston Villa              | 3–1     | 3' Hendrie                                  | 11 |
| 10 | 23.10.2004 | Aston Villa – Fulham               | 2–0     | 29' Solano, 75' Hendrie                     | 14 |
| 11 | 30.10.2004 | Everton – Aston Villa              | 1–1     | 26' Hendrie                                 | 15 |
| 12 | 06.11.2004 | Aston Villa – Portsmouth           | 3–0     | 18' Whittingham, 25' Ángel, 40' Solano      | 18 |
| 13 | 13.11.2004 | Bolton Wanderers – Aston Villa     | 1–2     | 41' McCann, 89' Hitzlsperger                | 21 |
| 14 | 22.11.2004 | Aston Villa – Tottenham Hotspur    | 1–0     | 57' Solano                                  | 24 |
| 15 | 27.11.2004 | Manchester City – Aston Villa      | 2–0     |                                             | 24 |
| 16 | 04.12.2004 | Aston Villa – Liverpool            | 1–1     | 44' Solano                                  | 25 |
| 17 | 12.12.2004 | Aston Villa – Birmingham City      | 1–2     | 90' Barry                                   | 25 |
| 18 | 18.12.2004 | Middlesbrough – Aston Villa        | 3–0     |                                             | 25 |
| 19 | 26.12.2004 | Chelsea – Aston Villa              | 1–0     |                                             | 25 |
| 20 | 28.12.2004 | Aston Villa – Manchester United    | 0–1     |                                             | 25 |
| 21 | 03.01.2005 | Aston Villa – Blackburn Rovers     | 1–0     | 88' Solano                                  | 28 |
| 22 | 08.01.2005 | Crystal Palace – Aston Villa       | 2–0     |                                             | 28 |
| 23 | 15.01.2005 | Aston Villa – Norwich City         | 3–0     | 9' Ridgewell, 27' Hendrie, 76' Solano       | 31 |
| 24 | 22.01.2005 | Manchester United – Aston Villa    | 3–1     | 53' Barry                                   | 31 |
| 25 | 02.02.2005 | Fulham – Aston Villa               | 1–1     | 55' Ángel                                   | 32 |
| 26 | 05.02.2005 | Aston Villa – Arsenal              | 1–3     | 74' Ángel                                   | 32 |
| 27 | 12.02.2005 | Portsmouth – Aston Villa           | 1–2     | 17' (e.d.) De Zeeuw, 73' Hitzlsperger       | 35 |
| 28 | 26.02.2005 | Aston Villa – Everton              | 1–3     | 46' Solano                                  | 35 |
| 29 | 05.03.2005 | Aston Villa – Middlesbrough        | 2–0     | 64' Laursen, 79' L. Moore                   | 38 |
| 30 | 20.03.2005 | Birmingham City – Aston Villa      | 2–0     |                                             | 38 |
| 31 | 02.04.2005 | Newcastle United – Aston Villa     | 0–3     | 5' Ángel, 73' (pen.), 80' (pen.) Barry      | 41 |
| 32 | 10.04.2005 | Aston Villa – West Bromwich Albion | 1–1     | 27' Vassell                                 | 42 |
| 33 | 16.04.2005 | Southampton – Aston Villa          | 2–3     | 55' Cole, 70' Solano, 72' Davis             | 45 |
| 34 | 20.04.2005 | Aston Villa – Charlton Athletic    | 0–0     |                                             | 46 |
| 35 | 23.04.2005 | Aston Villa – Bolton Wanderers     | 1–1     | 27' (e.d.) Hierro                           | 47 |
| 36 | 01.05.2005 | Tottenham Hotspur – Aston Villa    | 5–1     | 45' (pen.) Barry                            | 47 |
| 37 | 07.05.2005 | Aston Villa – Manchester City      | 1–2     | 61' Ángel                                   | 47 |
| 38 | 15.05.2005 | Liverpool – Aston Villa            | 2–1     | 67' Barry                                   | 47 |

### Eindstand
| Rang | Team                 | We | Wi | Ge | Ve | Pu | Vo | Te | Sa  | Fa    |
| ---- | -------------------- | -- | -- | -- | -- | -- | -- | -- | --- | ----- |
| 1    | Chelsea              | 38 | 29 | 8  | 1  | 95 | 72 | 15 | 57  | 4,8   |
| 2    | Arsenal              | 38 | 25 | 8  | 5  | 83 | 87 | 36 | 51  | 2,417 |
| 3    | Manchester United    | 38 | 22 | 11 | 5  | 77 | 58 | 26 | 32  | 2,231 |
| 4    | Everton              | 38 | 18 | 7  | 13 | 61 | 45 | 46 | -1  | 0,978 |
| 5    | Liverpool            | 38 | 17 | 7  | 14 | 58 | 52 | 41 | 11  | 1,268 |
| 6    | Bolton Wanderers     | 38 | 16 | 10 | 12 | 58 | 49 | 44 | 5   | 1,114 |
| 7    | Middlesbrough        | 38 | 14 | 13 | 11 | 55 | 53 | 46 | 7   | 1,152 |
| 8    | Manchester City      | 38 | 13 | 13 | 12 | 52 | 47 | 39 | 8   | 1,205 |
| 9    | Tottenham Hotspur    | 38 | 14 | 10 | 14 | 52 | 47 | 41 | 6   | 1,146 |
| 10   | Aston Villa          | 38 | 12 | 11 | 15 | 47 | 45 | 52 | -7  | 0,865 |
| 11   | Charlton Athletic    | 38 | 12 | 10 | 16 | 46 | 42 | 58 | -16 | 0,724 |
| 12   | Birmingham City      | 38 | 11 | 12 | 15 | 45 | 40 | 46 | -6  | 0,87  |
| 13   | Fulham               | 38 | 12 | 8  | 18 | 44 | 52 | 60 | -8  | 0,867 |
| 14   | Newcastle United     | 38 | 10 | 14 | 14 | 44 | 47 | 57 | -10 | 0,825 |
| 15   | Blackburn Rovers     | 38 | 9  | 15 | 14 | 42 | 32 | 43 | -11 | 0,744 |
| 16   | Portsmouth           | 38 | 10 | 9  | 19 | 39 | 43 | 59 | -16 | 0,729 |
| 17   | West Bromwich Albion | 38 | 6  | 16 | 16 | 34 | 36 | 61 | -25 | 0,59  |
| 18   | Crystal Palace       | 38 | 7  | 12 | 19 | 33 | 41 | 62 | -21 | 0,661 |
| 19   | Norwich City         | 38 | 7  | 12 | 19 | 33 | 42 | 77 | -35 | 0,545 |
| 20   | Southampton          | 38 | 6  | 14 | 18 | 32 | 45 | 66 | -21 | 0,682 |

### Statistieken
Bijgaand een overzicht van de spelers van Aston Villa, die in het seizoen 2004/05 onder leiding van trainer David O'Leary speeltijd kregen in de Premier League.
| Naam                | Duels | Goal | Kreeg geel | Kreeg voor de tweede keer geel en dus rood | Weggestuurd |
| ------------------- | ----- | ---- | ---------- | ------------------------------------------ | ----------- |
| Nolberto Solano     | 36    | 8    | 6          | 0                                          | 0           |
| Thomas Sørensen     | 36    | 0    | 1          | 0                                          | 0           |
| Juan Pablo Ángel    | 35    | 7    | 1          | 0                                          | 0           |
| Jlloyd Samuel       | 35    | 0    | 6          | 0                                          | 0           |
| Gareth Barry        | 34    | 7    | 2          | 0                                          | 0           |
| Ulises de la Cruz   | 34    | 0    | 2          | 0                                          | 0           |
| Olof Mellberg       | 30    | 3    | 6          | 0                                          | 0           |
| Mark Delaney        | 30    | 0    | 3          | 0                                          | 0           |
| Lee Hendrie         | 29    | 5    | 9          | 1                                          | 0           |
| Thomas Hitzlsperger | 28    | 2    | 1          | 0                                          | 0           |
| Steven Davis        | 28    | 1    | 2          | 0                                          | 0           |
| Carlton Cole        | 27    | 3    | 1          | 0                                          | 0           |
| Luke Moore          | 25    | 1    | 1          | 0                                          | 0           |
| Darius Vassell      | 21    | 2    | 0          | 0                                          | 0           |
| Gavin McCann        | 20    | 1    | 3          | 0                                          | 0           |
| Liam Ridgewell      | 15    | 0    | 3          | 1                                          | 0           |
| Peter Whittingham   | 13    | 1    | 1          | 0                                          | 0           |
| Martin Laursen      | 12    | 1    | 3          | 0                                          | 0           |
| Mathieu Berson      | 11    | 0    | 2          | 0                                          | 0           |
| Éric Djemba-Djemba  | 6     | 0    | 2          | 0                                          | 0           |
| Stefan Postma       | 3     | 0    | 1          | 0                                          | 0           |
| Stefan Moore        | 1     | 0    | 0          | 0                                          | 0           |